# Minoru Takeyama

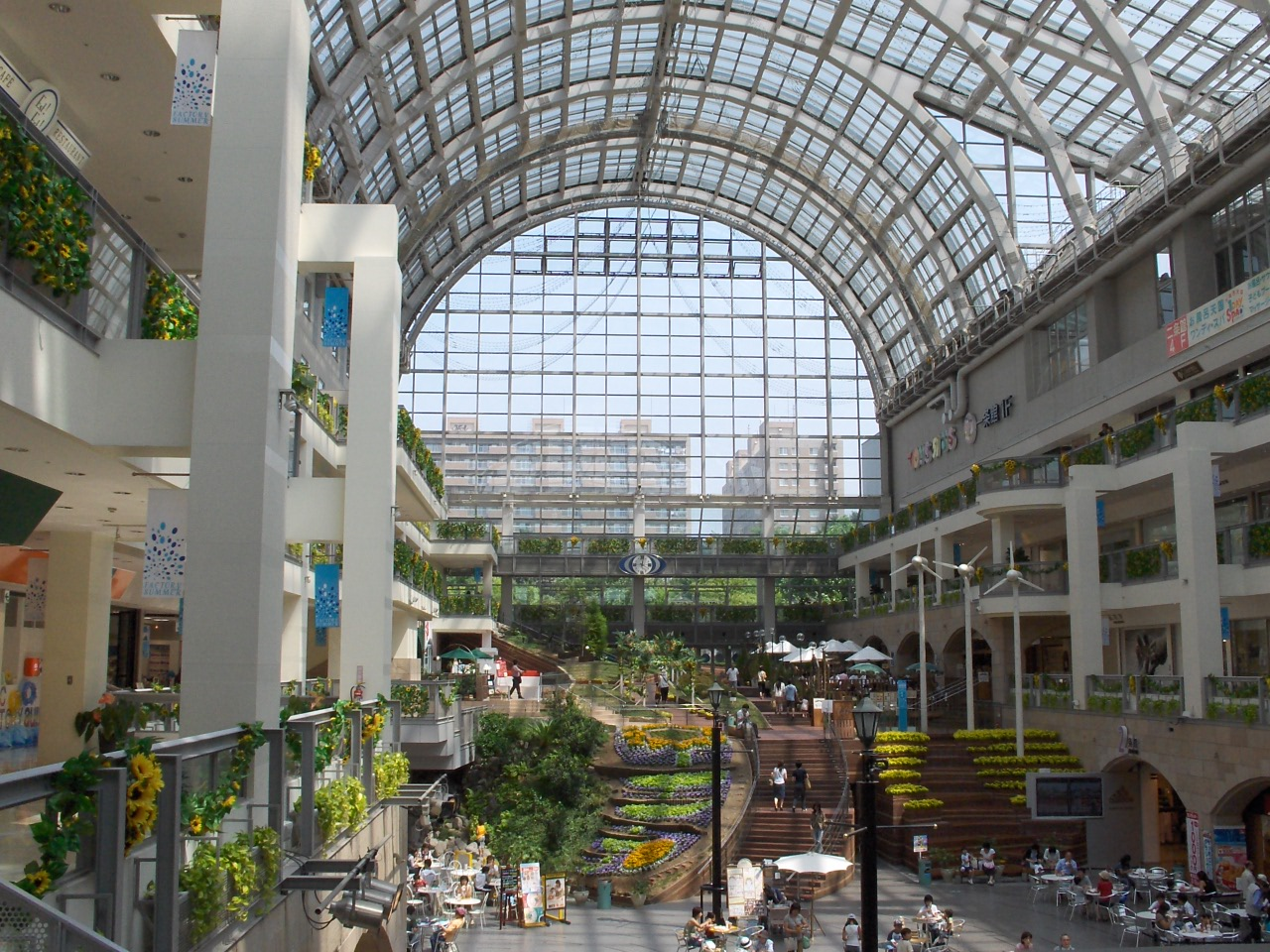
Sapporo Factory ritat av Takeyama

Minoru Takeyama(竹山実), född den 15 mars 1934 i Sapporo, Japan, död den 24 september 2020, var en japansk arkitekt och författare. Han var från 1975 professor i arkitektur vid Mushashinos konstnärliga universitet i Tokyo och har även verkat vid ett flertal andra universitet i såväl USA som Europa. Han har vunnit ett flertal priser som arkitekt som lärare.